# Idioma vao
Vao es una lengua austronesia de la rama oceánica hablada por unas 1.900 personas en la isla Vao y en las costas cercanas de la isla Malakula, Vanuatu.

## Características
Vao es una de las pocas lenguas del mundo que posee consonantes linguolabiales.